# Carlos Frederico Gurgel Calvet da Silveira
 Carlos Frederico Gurgel Calvet da Silveira  (Rio de Janeiro, 23 de abril de 1963) é filósofo, membro da Academia Brasileira de Filosofia. Tem  experiência na área de Ontologia, Filosofia do Direito e Retórica. Atua principalmente nos seguintes temas: tomismo, metafísica, ética e filosofia medieval. 
Em 2015 foi eleito presidente do Centro Dom Vital. Em seu mandato, o Centro Dom VItal recuperou a sua sede original, na Rua Araújo Porto Alegre.
Além disso, o Cineclube do CDV foi resgatado, assim como a programação cultural variada, englobando filosofia, literatura, teologia e outras áreas.
Durante o período, o diálogo ecumênico e inter-religioso foi estimulado mediante a realização de encontros anuais dedicados aos temas e em consonância com as orientações do Concílio Vaticano II, sobretudo com a Unitatis Redintegratio e a Nostra Aetate, e com as atividades dos papas das últimas décadas (de Paulo VI a Francisco).
Atualmente é professor titular da Universidade Católica de Petrópolis e professor agregado da PUC-Rio. 

### Livros
- [6]Cinema e filosofia: a metafísica do cinema de Robert Bresson / Carlos Frederico Gurgel Calvet da Silveira, Thiago Leite Cabrera Pereira da Rosa - Rio de Janeiro: Batel, 2011.
- A arte de ensinar a estudar o direito : mediar, sensibilizar, humanizar  / Carlos Frederico Gurgel Calvet da Silveira, Hilda Helena Soares Bentes - Petrópolis: Letra Capital / Universidade Católica de Petrópolis, 2012.

- Tomismo essencial: introdução ao pensamento de Tomás de Aquino /  Carlos Frederico Gurgel Calvet da Silveira,-Petrópolis: Universidade Católica de Petrópolis, 2010.

### Premiações
- Primeiro lugar na categoria acadêmica do Prêmio Patrícia Accioli de Direitos Humanos da Amaerj, 2014.[7]